# Rue Étex
La rue Étex est une voie du 18e arrondissement de Paris, en France. 

## Situation et accès
La rue Étex est une voie publique située dans le 18e arrondissement de Paris. Elle débute au 1, rue Carpeaux et se termine au 155, rue Lamarck.

## Origine du nom

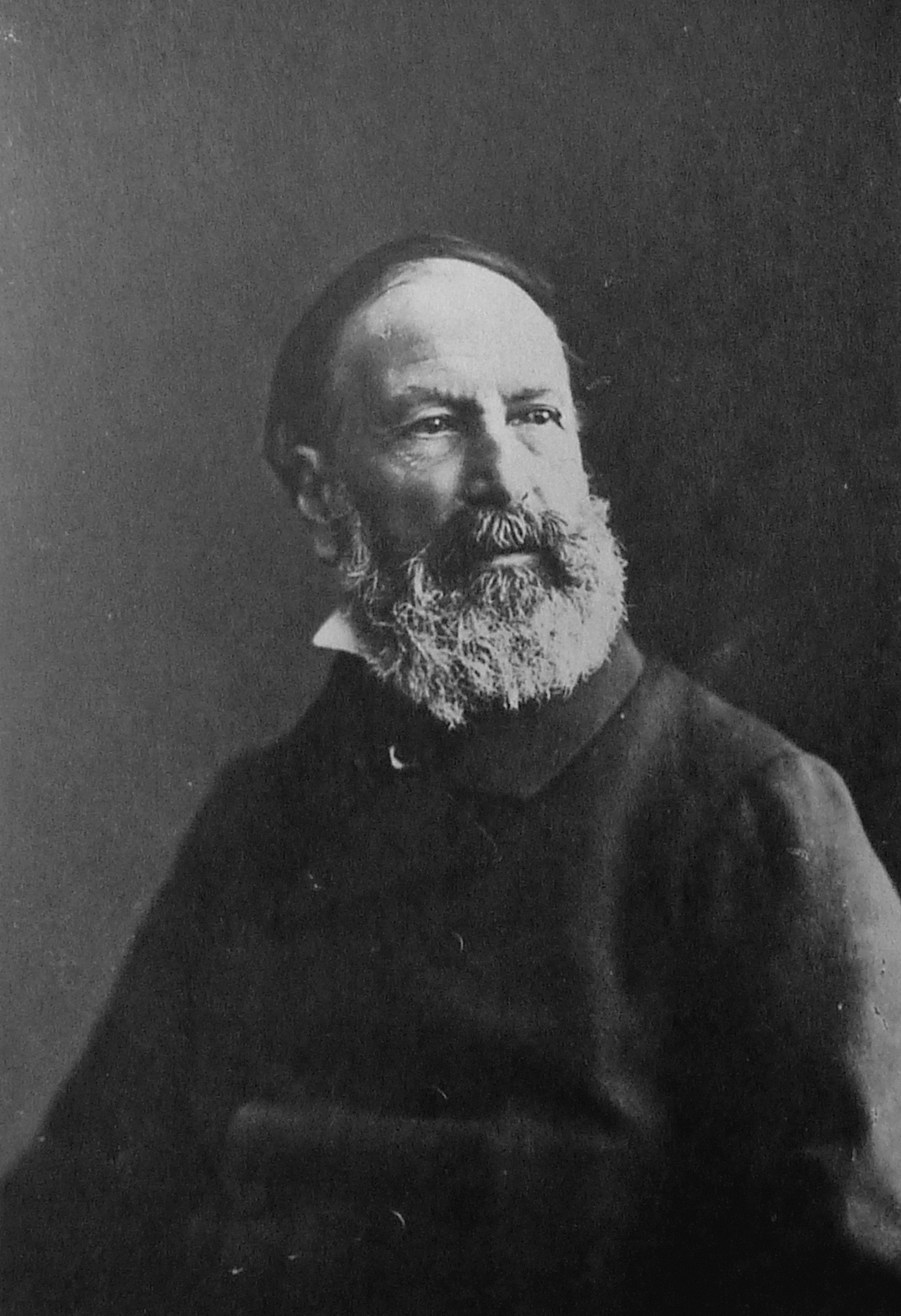
Antoine Étex, par Nadar.

Elle porte le nom du peintre et sculpteur académique Antoine Étex (1808-1888).

## Historique
Cette voie de l'ancienne commune de Montmartre était appelée en 1843 chemin des Épinettes, avant de prendre plus tard celui de chemin des Dames puis de faire partie de la rue de Maistre.
Rattachée à la voirie parisienne par un décret du 23 mai 1863 elle prend sa dénomination actuelle par un arrêté du 30 avril 1890.
En 1999 la portion comprise entre la rue Joseph-de-Maistre et la rue Carpeaux a été dénommée voie CB/18, avant de prendre le nom de rue de la Barrière-Blanche.